# Альменс
Альменс (нем. Almens) — деревня и бывшая коммуна в Швейцарии, в кантоне Граубюнден. Входит в состав общины Домлешг.
Население составляет 231 человек (на 31 декабря 2006 года).
Для большинства жителей деревни немецкий язык является родным.
До 2014 года имела статус отдельной коммуны. 1 января 2015 года была объединена с коммунами Томильс, Паспельс, Пратваль и Родельс в коммуну Домлешг.
Входит в состав региона Виамала (до 2015 года входила в округ Хинтеррайн).